# Міріан III
Міріан III (груз. მირიან III, відомий також як Святий Міріан) — цар Іберії, якого шанують як першого християнського царя Грузії, та який установив християнство як державну релігію країни. Він збудував собор у Мцхеті, на місці якого нині розташовано кафедральний патріарший собор Свєтіцховелі.

## Життєпис

### До прийняття християнства
Міріан III народився 265 року в царській родині. Відповідно до хроніки Леонті Мровелі «Життя картлійських царів» (зі збірки «Картліс Цховреба»), його батьком був Шапур I, шах Ірану з династії Сасанідів. Відповідно до тієї ж хроніки, Міріана було призначено царем Іберії 318 року. На думку низки істориків Міріан походив з гілки династії Міхранідів, відомої як Хосровіди. За часів правління Міріана Іран, що домінував на Кавказі, воював із Римською імперією. Міріан вважав, що вірним вибором для його царства став би союз із Римом. Однак традиційна релігія Іберії, що походила з Ірану, ускладнювала розрив із ним та суттєво впливала на політичну ситуацію в Іберії. Натомість, Лазіка та Вірменія вже прийняли християнство як державну релігію, потрапивши таким чином під захист Римської імперії.

### Прийняття християнства

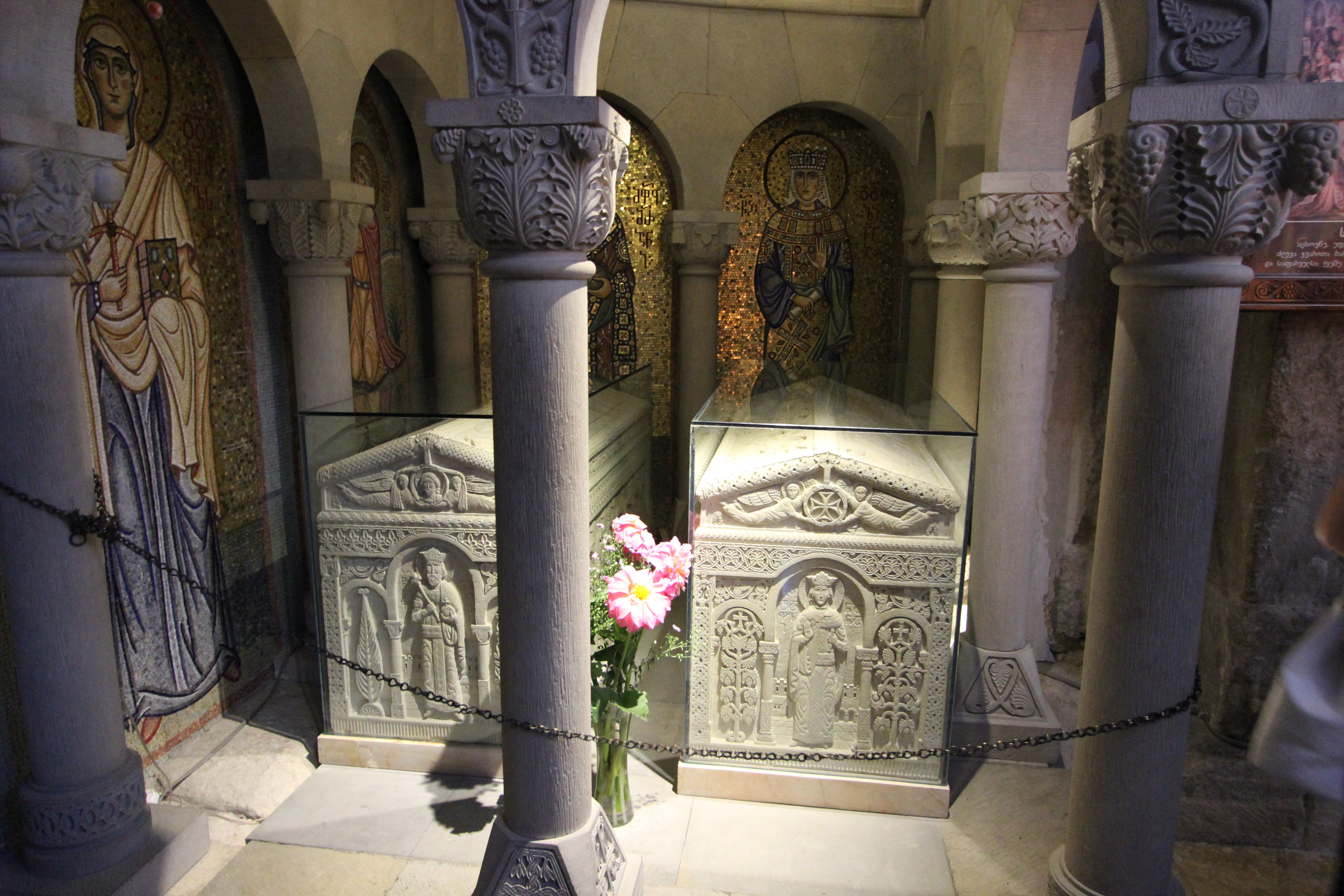
Могила царя Міріана й цариці Нани в церкві Самтавро

За часів правління Міріана християнство швидко поширювалось Закавказзям та Малою Азією. Його дружина, цариця Нана, прийняла хрещення 314 року від святої Ніни Каппадокійської, й число християн в регіоні швидко зростало. За такої ситуації Міріан скористався нагодою порвати з іранським впливом і знищити багатий стан язичницьких жерців. За легендою, коли цар полював в околицях Мцхети, на землю впала цілковита темрява, і цар втратив можливість бачити будь-що. В розпачі він попрохав «бога Ніни» про допомогу. Після завершення молитви повернулось світло, й Міріан зміг повернутись до Мцхети. Після повернення він зустрівся з Ніною та невдовзі після цього охрестився.
Припускають, що 327 року цар Міріан проголосив християнство державною релігією Іберії та заборонив поклоніння язичницьким богам. На пораду святої Ніни, після цього він відрядив посланця до імператора Костянтина I з проханням прислати до Іберії єпископів та священиків. Костянтин Великий виконав прохання, а також виділив місце в Єрусалимі для будівництва грузинського монастиря.
Відповідно до деяких джерел Міріан особисто відвідав Константинополь і зустрівся з імператором Костянтином I. Перед смертю він також відвідав Єрусалим. Помер Міріан III 361 року. Похований у Мцхеті, в церкві Самтавро, разом із царицею Наною.